# Microcyphus excentricus
Microcyphus excentricus is een zee-egel uit de familie Temnopleuridae.
De wetenschappelijke naam van de soort werd in 1940 gepubliceerd door Theodor Mortensen.